# Solms-laubachia zhongdianensis
Solms-laubachia zhongdianensis là một loài thực vật có hoa trong họ Cải. Loài này được J. P. Yue, Al-Shehbaz & H. Sun mô tả khoa học đầu tiên năm 2005.